# Illadopsis
Illadopsis – rodzaj ptaków z rodziny dżunglaków (Pellorneidae).

## Rozmieszczenie geograficzne
Rodzaj obejmuje gatunki występujące w Afryce Subsaharyjskiej.

## Morfologia
Długość ciała 13–18 cm, masa ciała 18–73 g.

## Systematyka
Rodzaj zdefiniował w 1860 roku niemiecki ornitolog Ferdinand Heine w artykule poświęconym spisowi ptaków zebranych przy rzekach Camma i Ogobai w Afryce Zachodniej przez du Chaillu w 1858 roku, wraz z notatkami i opisami nowych gatunków autorstwa Johna Cassina, opublikowanym w czasopiśmie Journal für Ornithologie. Gatunkiem typowym jest (oryginalne oznaczenie) wyżynniak płowy (I. fulvescens).

### Etymologia
- Illadopsis: gr. ιλλας illas, ιλλαδος illados ‘drozd’; οψις opsis ‘wygląd’[5].
- Ptyrticus: gr. πτυρτικος pturtikos ‘bojaźliwy, nieśmiały’[6]. Gatunek typowy (oznaczenie monotypowe): Ptyrticus turdinus Hartlaub, 1883.

### Podział systematyczny
Do rodzaju należą następujące gatunki:
- Illadopsis fulvescens (Cassin, 1859) – wyżynniak płowy
- Illadopsis rufipennis (Sharpe, 1872) – wyżynniak szarolicy
- Illadopsis distans (Friedmann, 1928) – wyżynniak szarobrzuchy
- Illadopsis pyrrhoptera (Reichenow & Neumann, 1895) – wyżynniak ubogi
- Illadopsis cleaveri (Shelley, 1874) – wyżynniak czarnołbisty
- Illadopsis albipectus (Reichenow, 1887) – wyżynniak łuskowany
- Illadopsis turdina (Hartlaub, 1883) – wyżynniak drozdowaty
- Illadopsis puveli (Salvadori, 1901) – wyżynniak rdzawoboczny
- Illadopsis rufescens (Reichenow, 1878) – wyżynniak rdzawoskrzydły